# NEWS LIVE TOUR 2016 QUARTETTO
『NEWS LIVE TOUR 2016 QUARTETTO』（ニュース ライブ ツアー 2016 カルテット）は、NEWSの9枚目のライブビデオ。2016年12月14日にジャニーズ・エンタテイメントから発売。

## 概要
2016年に行われた全国ツアーの内、ツアーファイナルとなった6月12日の東京ドーム公演の模様を収録している。
初回盤では広島グリーンアリーナ公演を完全収録。

## 封入特典

### 初回盤
- プレミアムパッケージ仕様
- 28Pブックレット
- 特典映像：広島グリーンアリーナ公演

### 通常盤
- ポストカード4枚封入
- 特典映像：『documentary of QUARTETTO~4つのメロディー~』

## チャート成績
- DVDは5.7万枚、BDは5.4万枚を売り上げ2016年12/26付オリコン週間DVD/BD両ランキングで総合1位に初登場し、自身初のDVD/BDランキング同時制覇を達成した[1]。

## 初回盤

### Disc 1
1. Pre Opening
2. Overture
3. QUARTETTO
4. ANTHEM
5. チャンカパーナ
6. 希望〜Yell〜
7. チュムチュム
8. KAGUYA
9. 太陽のナミダ
10. Happy Birthday
11. チェリッシュ
12. 星の王子さま - 加藤シゲアキ
13. LIS'N - 増田貴久
14. Touch
15. NEWSKOOL
16. weeeek
17. Departure
18. MC
19. 愛言葉
20. Theme of "QUARTETTO"
21. INTER
22. 四銃士
23. 星をめざして
24. 愛のエレジー - 小山慶一郎
25. Encore - 手越祐也

### Disc 2
1. I・ZA・NA・I・ZU・KI
2. Wonder
3. シリウス
4. NEWSニッポン
5. ライフ
6. サヤエンドウ
7. 恋のABO
8. TEPPEN
9. NYARO
10. ヒカリノシズク

[ENCORE]
1. ONE -for the win-
2. さくらガール
3. 恋祭り

[W ENCORE]
1. weeeek

### Disc 3
広島公演
1. Pre Opening
2. Overture
3. QUARTETTO
4. ANTHEM
5. チャンカパーナ
6. 希望〜Yell〜
7. チュムチュム
8. KAGUYA
9. 太陽のナミダ
10. Happy Birthday
11. チェリッシュ
12. 星の王子さま
13. LIS'N
14. Touch
15. NEWSKOOL
16. weeeek
17. Departure
18. MC
19. 愛言葉
20. Theme of "QUARTETTO"
21. INTER
22. 四銃士
23. 星をめざして
24. 愛のエレジー
25. Encore

### Disc 4
1. I・ZA・NA・I・ZU・KI
2. Wonder
3. シリウス
4. NEWSニッポン
5. サヤエンドウ
6. 恋のABO
7. TEPPEN
8. NYARO
9. ヒカリノシズク

[ENCORE]
1. ONE -for the win-
2. さくらガール
3. 恋祭り

## 通常盤

### Disc 1
1. Pre Opening
2. Overture
3. QUARTETTO
4. ANTHEM
5. チャンカパーナ
6. 希望～Yell～
7. チュムチュム
8. KAGUYA
9. 太陽のナミダ
10. Happy Birthday
11. チェリッシュ
12. 星の王子さま
13. LIS'N
14. Touch
15. NEWSKOOL
16. weeeek
17. Departure
18. MC
19. 愛言葉
20. Theme of "QUARTETTO"
21. INTER
22. 四銃士
23. 星をめざして
24. 愛のエレジー
25. Encore

### Disc 2
1. I・ZA・NA・I・ZU・KI
2. Wonder
3. シリウス
4. NEWSニッポン
5. ライフ
6. サヤエンドウ
7. 恋のABO
8. TEPPEN
9. NYARO
10. ヒカリノシズク

[ENCORE]
1. ONE-for the win-
2. さくらガール
3. 恋祭り

[W ENCORE]
1. weeeek

### Disc 3
Documentary of QUALTETTO~4つのメロディ~